# Çò des de Jampière
Çò des de Jampière és una casa del poble de Vila al municipi de Vielha e Mijaran (Vall d'Aran) inclosa a l'Inventari del Patrimoni Arquitectònic de Catalunya. Al segle xix el nucli de Vila tenia 42 cases cobertes de pissarra i l'interior de fusta.

## Descripció
És un antic habitatge en foma de "L" amb un triangle al davant encerclat per un tanca i el portal. La casa és de dues plantes definides per obertures de fusta, disposades simètricament (de tres en tres) i "humarau" amb dues "lucanes" i "humenèja" La coberta és d'encavallades de fusta i llosat de pissarra de dos vessants i un "tresaigües" a ponent; els vèrtex són reforçats amb planxes. En la banda de ponent que dona al carrer sobresurt un "horn" d'estructura semicircular, vora d'un annex.
Sense dubte, però, l'element més característic que conserva la casa és la decoració de les façanes, concentrada com és habitual en la façana principal i orientada a migdia, paral·lela a la "capièra" i en la del carrer. La fusta pintada de verd destaca sobre els paraments arrebossats i encalcinats, i en especial el ràfec pintat amb franges de vermell, així com la cantonada sud-oest que imita carreus al llarg i de través amb motius geomètrics.